# ニック・ベリー
ニック・ベリー（Nic Berry、1984年3月13日 - ）は、オーストラリアのラグビーユニオンレフリー（審判員）。元ラグビーユニオン選手。

## プロフィール
- オーストラリア・ブリスベン出身。
- 選手時代のポジションはスクラムハーフ(SH)。
- 身長 173cm、体重 80kg

## 略歴
選手時代レッズ、ラシン・メトロ92、ロンドン・ワスプスでプレーしていた。
現役引退後2015年、レフリーデビュー。
そして2019年、2019年W杯の担当レフリーになる。